# Équipe de Somalie de football
Maillots
L'équipe de Somalie de football est constituée par une sélection des meilleurs joueurs somaliens sous l'égide de la Fédération de Somalie de football.

## Histoire
La Somalie est une équipe de football qui a un maillot domicile bleu et un maillot extérieur blanc. Elle joue son premier match de football en 1958 (défaite 5-1 face au Kenya).
Le 12 novembre 1963, elle enregistre la plus large défaite de son histoire face à la Corée du Sud (0-14) qui signe en même temps la plus large victoire de son histoire.
Le 7 août 1985, la Somalie obtient la plus large victoire de son histoire face a la Mauritanie (5-2). 
La Somalie ne s'est jamais qualifiée ni pour une coupe du monde, ni pour une phase finale de coupe d'Afrique.
De mars 2022 à novembre 2023, la sélection somalienne ne peut se retrouver en raison d'un manque de moyens financiers. Le Marocain Rachid Loustèque signe alors un contrat jusqu'en 2025 pour diriger l'équipe nationale.

## Sélection actuelle
Les joueurs suivants ont été appelés pour disputer le Tour extra-préliminaire de la CAN 2023 contre Eswatini les 23 et 27 mars 2022.

### Gardiens
- Mustaf Yuusuf
- Ayub Ahmed
- Yusuf Lampanza
- Abdirahman Jama

### Défenseurs
- Abel Gigli
- Saadiq Elmi
- Ahmed Said Ahmed
- Ahmed Ali
- Haji Abdikadir
- Mohamed Hussein Curka
- Omar Hussein
- Yonis Farah
- Abdi Mohamed

### Milieux
- Liban Abdulahi
- Omar Jama
- Abdulsamed Abdullahi
- Isse Ismail
- Abdiqafar Cise Ismail
- Abdullahi Telli
- Ayuub Abdi
- Sak Hassan
- Anis Nuur

### Attaquants
- Hussein Mohamed
- Jama Boss
- Amin Askar
- Mukhtar Suleiman
- Ibrahim Ilyas
- Ali Musse
- Mohamed Awad
- Siad Haji
- Jin Hoarau
- Bilal Hersi

## Palmarès

### Classement FIFA
| Année              | 1994 | 1995 | 1996 | 1997 | 1998 | 1999 | 2000 | 2001 | 2002 | 2003 | 2004 | 2005 | 2006 | 2007 | 2008 | 2009 | 2010 | 2011 | 2012 | 2013 | 2014 | 2015 | 2016 | 2017 | 2018 |
| ------------------ | ---- | ---- | ---- | ---- | ---- | ---- | ---- | ---- | ---- | ---- | ---- | ---- | ---- | ---- | ---- | ---- | ---- | ---- | ---- | ---- | ---- | ---- | ---- | ---- | ---- |
| Classement mondial | 159  | 165  | 178  | 187  | 190  | 197  | 194  | 197  | 190  | 191  | 193  | 184  | 193  | 195  | 200  | 170  | 182  | 189  | 195  | 203  | 204  | 204  | 205  | 206  | 204  |
| Année              | 2019 | 2020 | 2021 | 2022 | 2023 |      |      |      |      |      |      |      |      |      |      |      |      |      |      |      |      |      |      |      |      |
| Classement mondial | 196  | 197  | 194  | 203  | 194  |      |      |      |      |      |      |      |      |      |      |      |      |      |      |      |      |      |      |      |      |

### Parcours en Coupe du monde
| Année | Position     |      | Année         | Position |                        | Année | Position |
| 1930  | Non inscrite | 1974 | Non inscrite  | 2010     | Non qualifiée          |       |          |
| 1934  | Non inscrite | 1978 | Non inscrite  | 2014     | Non qualifiée          |       |          |
| 1938  | Non inscrite | 1982 | Non qualifiée | 2018     | Non qualifiée          |       |          |
| 1950  | Non inscrite | 1986 | Non inscrite  | 2022     | Non qualifiée          |       |          |
| 1954  | Non inscrite | 1990 | Non inscrite  | 2026     | Éliminatoires en cours |       |          |
| 1958  | Non inscrite | 1994 | Non inscrite  | 2030     | À venir                |       |          |
| 1962  | Non inscrite | 1998 | Non inscrite  | 2034     | À venir                |       |          |
| 1966  | Non inscrite | 2002 | Non qualifiée |          |                        |       |          |
| 1970  | Non inscrite | 2006 | Non qualifiée |          |                        |       |          |

### Parcours en Coupe d'Afrique
| Année | Position          |      | Année             | Position |                   | Année   | Position |
| 1957  | Non inscrite      | 1982 | Non inscrite      | 2006     | Tour préliminaire |         |          |
| 1959  | Non inscrite      | 1984 | Tour préliminaire | 2008     | Tour préliminaire |         |          |
| 1962  | Non inscrite      | 1986 | Tour préliminaire | 2010     | Tour préliminaire |         |          |
| 1963  | Non inscrite      | 1988 | Tour préliminaire | 2012     | Non inscrite      |         |          |
| 1965  | Non inscrite      | 1990 | Non inscrite      | 2013     | Non inscrite      |         |          |
| 1968  | Non inscrite      | 1992 | Non inscrite      | 2015     | Non inscrite      |         |          |
| 1970  | Forfait           | 1994 | Non inscrite      | 2017     | Non inscrite      |         |          |
| 1972  | Non inscrite      | 1996 | Non inscrite      | 2019     | Non inscrite      |         |          |
| 1974  | Tour préliminaire | 1998 | Non inscrite      | 2021     | Non inscrite      |         |          |
| 1976  | Tour préliminaire | 2000 | Non inscrite      | 2023     | Tour préliminaire |         |          |
| 1978  | Non inscrite      | 2002 | Non inscrite      | 2025     | À venir           |         |          |
| 1980  | Forfait           | 2004 | Non inscrite      |          | 2027              | À venir |          |

## Sélectionneurs

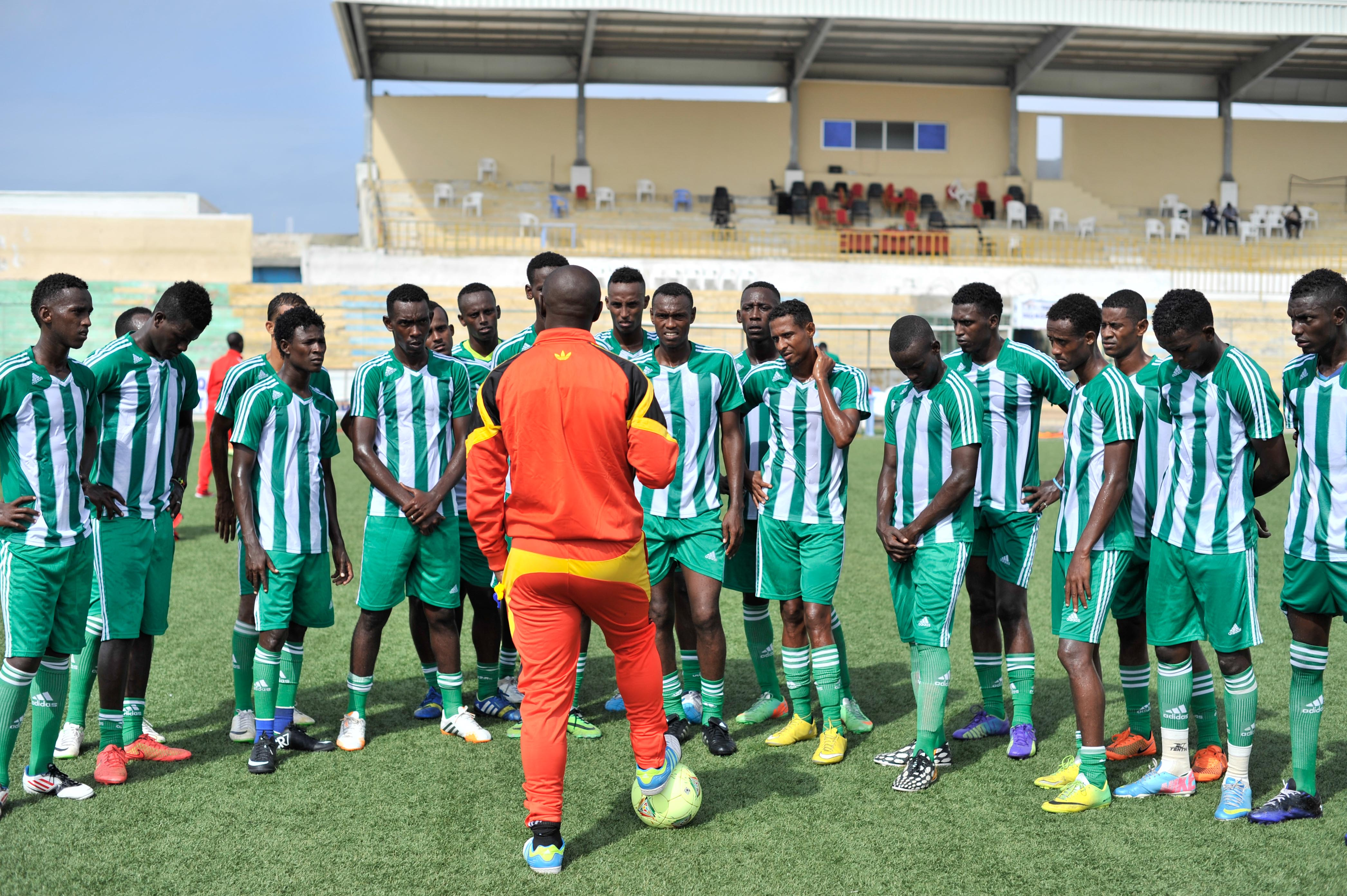
Le sélectionneur Charles Livingstone Mbabazi s'adresse à ses joueurs lors d'un entraînement.

| Nom                  | Nat                                         | Période                        | Matches | Victoires | Nuls | Défaites | Pourcentage % |
| -------------------- | ------------------------------------------- | ------------------------------ | ------- | --------- | ---- | -------- | ------------- |
| Qi Wusheng           | Drapeau de la République populaire de Chine | 1978–1979                      |         |           |      |          |               |
| Klaus Ebbighausen    | Drapeau de l'Allemagne                      | 1980                           |         |           |      |          |               |
| Hussein Ali Abdulle  | Drapeau de la Somalie                       | Mai 1999 – Décembre 2000       | 8       | 0         | 1    | 7        | 6,3%          |
| Awil Ismail Mohamed, | Drapeau de la Somalie                       | 2004–2005                      | 5       | 0         | 1    | 4        | 10%           |
| Ignacio Gonzalez     | Drapeau de la Somalie                       | Novembre 2001 – Décembre 2002  | 7       | 1         | 2    | 4        | 28,6%         |
| Ali Abdi Farah       | Drapeau de la Somalie                       | Octobre 2003 – Décembre 2005   | 9       | 1         | 0    | 8        | 11,1%         |
| Daniel Muwathe       | Drapeau du Kenya                            | Octobre 2006 – Décembre 2006   | 6       | 0         | 0    | 6        | 0%            |
| Mohammed Shidane     | Drapeau de la Somalie                       | Octobre 2007 – Décembre 2007   | 4       | 0         | 0    | 4        | 0%            |
| Ali Abdi Farah       | Drapeau de la Somalie                       | Septembre 2008 – Décembre 2009 | 8       | 2         | 0    | 6        | 25%           |
| Mohamed Farayare     | Drapeau de la Somalie                       | Janvier 2010 – Mars 2010       | 2       | 1         | 0    | 1        | 50%           |
| Yousef Adam          | Drapeau du Qatar                            | Octobre 2010 – Décembre 2010   | 3       | 0         | 0    | 3        | 0%            |
| Alfred Imonje        | Drapeau du Kenya                            | Octobre 2011 – Décembre 2011   | 5       | 0         | 1    | 4        | 10%           |
| Sam Ssimbwa          | Drapeau de l'Ouganda                        | Décembre 2011 – Octobre 2013   | 6       | 0         | 0    | 6        | 0%            |
| Callum Cawkwell,     | Drapeau de l'Angleterre                     | Novembre 2013 – Mars 2014      | 3       | 0         | 0    | 3        | 0%            |
| Sam Ssimbwa          | Drapeau de l'Ouganda                        | Mars 2014 – Septembre 2015     | 2       | 0         | 0    | 2        | 0%            |
| Charles Mbabazi      | Drapeau de l'Ouganda                        | Septembre 2015                 |         |           |      |          |               |
| Haruna Mawa          | Drapeau de l'Ouganda                        | Novembre 2016 – Février 2022   | 2       | 0         | 0    | 2        | 0%            |
| Pieter de Jongh      | Drapeau des Pays-Bas                        | Février 2022 - Août 2023       |         |           |      |          |               |
| Rachid Lousteque     | Drapeau du Maroc                            | Août 2023 - avril 2025         |         |           |      |          |               |